# Francesc Orriols
|  | Per a altres significats, vegeu «Francesc Orriols i Basany». |

Francesc Orriols fou doctor en teologia i paborde de Castellterçol a la diòcesi de Vic. Escrigué un catecisme «Catecismo de la Doctrina Cristiana» reimprès múltiples vegades, segons Torres i Amat pel seu bon mètode i claredat en la declaració dels rudiments de la fe cristiana. Aquest catecisme de la doctrina cristiana era el més conegut i usat a Catalunya. Orriols fou el director espiritual de Francesc Pont, beneficiat de Terrassa, besoncle matern de Torres i Amat.
El CRAI Biblioteca de Fons Antic de la Universitat de Barcelona conserva diverses obres que van formar part de la biblioteca personal d'Orriols, així com alguns exemples de les marques de propietat que van identificar els seus llibres al llarg de la seva vida.